# Franz Friedrich Sigismund von Preußen

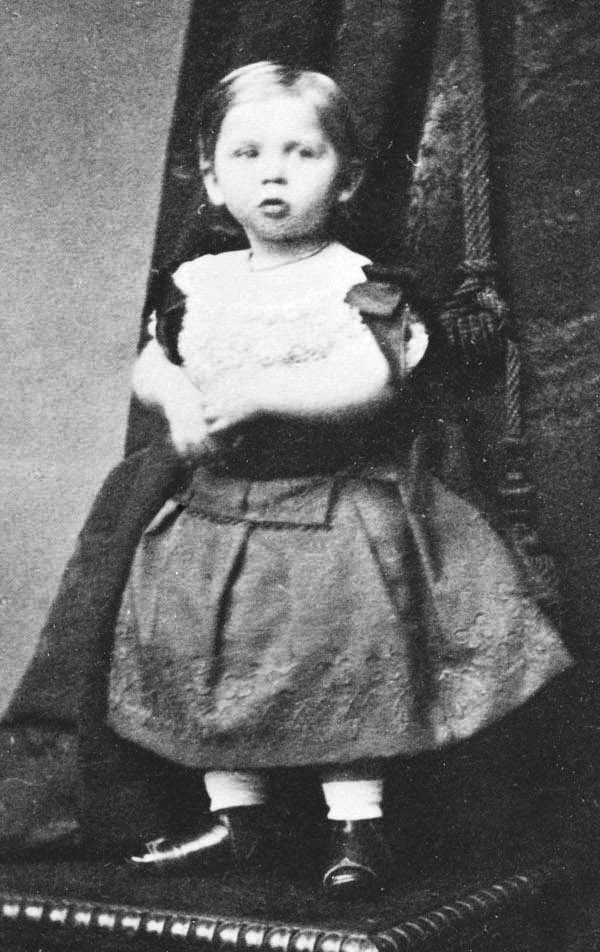
Prinz Sigismund (1866)

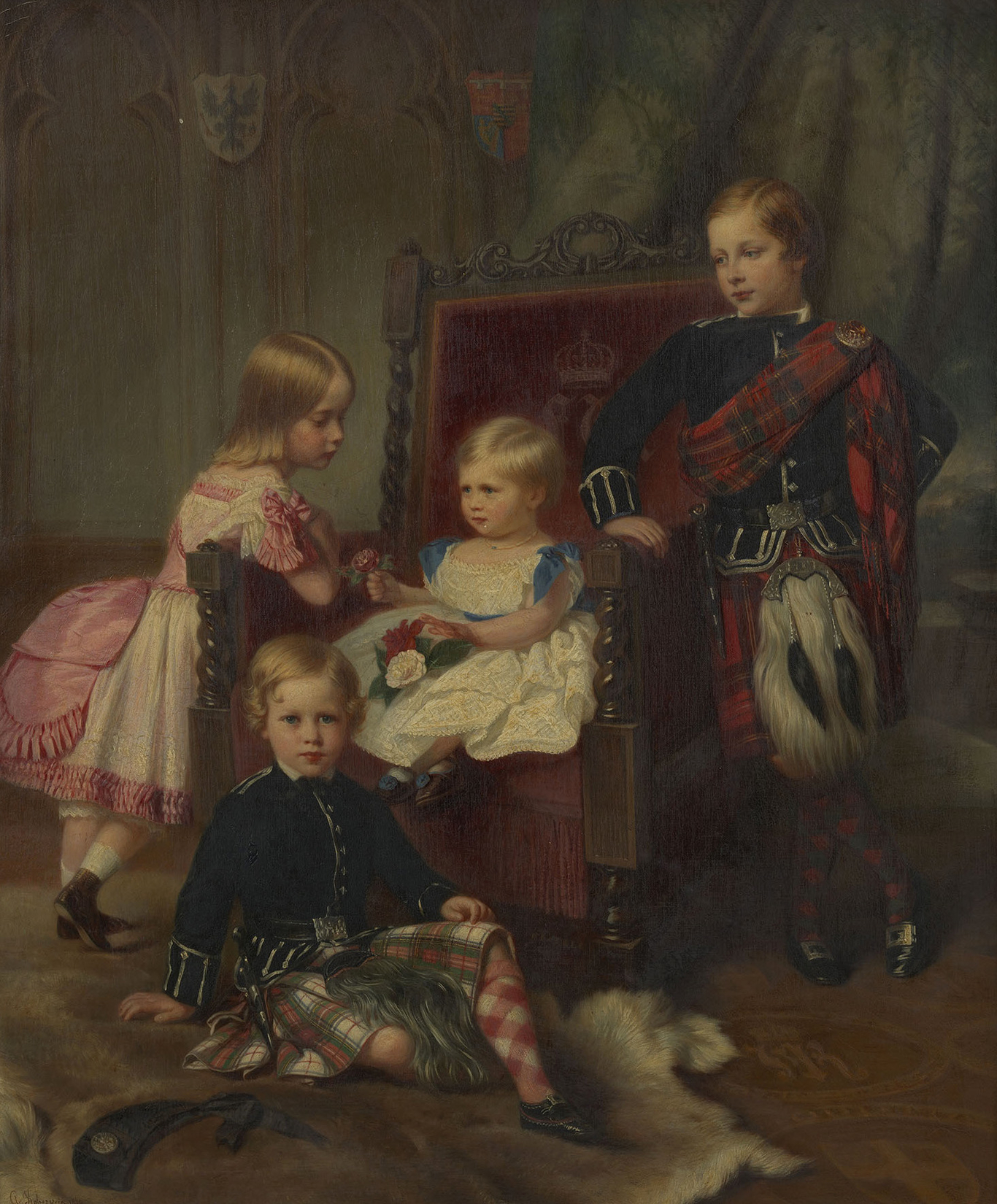
Sigismund mit seinen älteren Geschwistern, Porträt von Georg Koberwein (1865)

Sigismund von Preußen, vollständiger Name Franz Friedrich Sigismund von Preußen (* 15. September 1864 im Neuen Palais, Potsdam; † 18. Juni 1866 ebenda), war ein Mitglied des Hauses Hohenzollern.
Prinz Sigismund war das vierte Kind des späteren deutschen Kaisers Friedrich III. und seiner Ehefrau, der britischen Prinzessin (Princess Royal) Victoria von Großbritannien und Irland. Durch seine Mutter war er ein Enkel der Königin Victoria und deren Prinzgemahl Albert von Sachsen-Coburg und Gotha.

## Leben
Sigismunds Geburt am 15. September 1864 fiel in die Zeit des Deutsch-Dänischen Krieges und Kronprinzessin Victoria entwickelte bereits nach der Niederkunft ihres Sohn eine innige Beziehung zu diesem. Während die älteren Kinder Wilhelm, Charlotte und Heinrich auf Anweisung von Victorias Schwiegermutter Königin Augusta direkt nach der Geburt in die Obhut einer Amme gegeben und von dieser gestillt wurden, widersetzte sich Victoria nun der Autorität Augustas und stillte ihr viertes Kind selbst.
Der junge Prinz wuchs mit seinen Geschwistern im Neuen Palais in Potsdam sowie im Kronprinzenpalais in Berlin auf. Kronprinzessin Victoria schrieb ihrem Sohn jene intellektuelle Fähigkeiten zu, die sie bei ihren drei älteren Kindern vermisste, und sah in ihm großes Potenzial für sein späteres Leben. 1866 wurde seine Schwester Viktoria geboren. Die anderen Geschwister Waldemar, Sophie und Margarethe wurden erst in den darauffolgenden Jahren nach seinem Tod geboren.
Vor Anfang des Preußisch-Österreichischen Krieges verließ Kronprinz Friedrich am 4. Juni 1866 seine Familie und reiste an die Front. Sigismund erkrankte in den folgenden Tagen an einer Hirnhautentzündung und wurde von seiner Mutter gepflegt. Da aber die meisten Ärzte sich zu dem Zeitpunkt im Krieg befanden, übernahm ein unerfahrener Arzt die Behandlung. Nach mehreren Krampfanfällen starb Sigismund leidvoll am 18. Juni 1866 im Alter von 21 Monaten. Königin Augusta reiste an die Front, um Kronprinz Friedrich über den Tod seines Sohnes zu informieren. König Wilhelm gestattete Friedrich, seinen Posten zu verlassen, um an Sigismunds Begräbnis teilzunehmen, doch dieser verweigerte dies, da er sich selbst nicht verzeihen könne, im Falle eines Angriffes abwesend zu sein. Victoria kommentierte dies mit den Worten: „In dir steht natürlich der Soldat an oberster Stelle.“

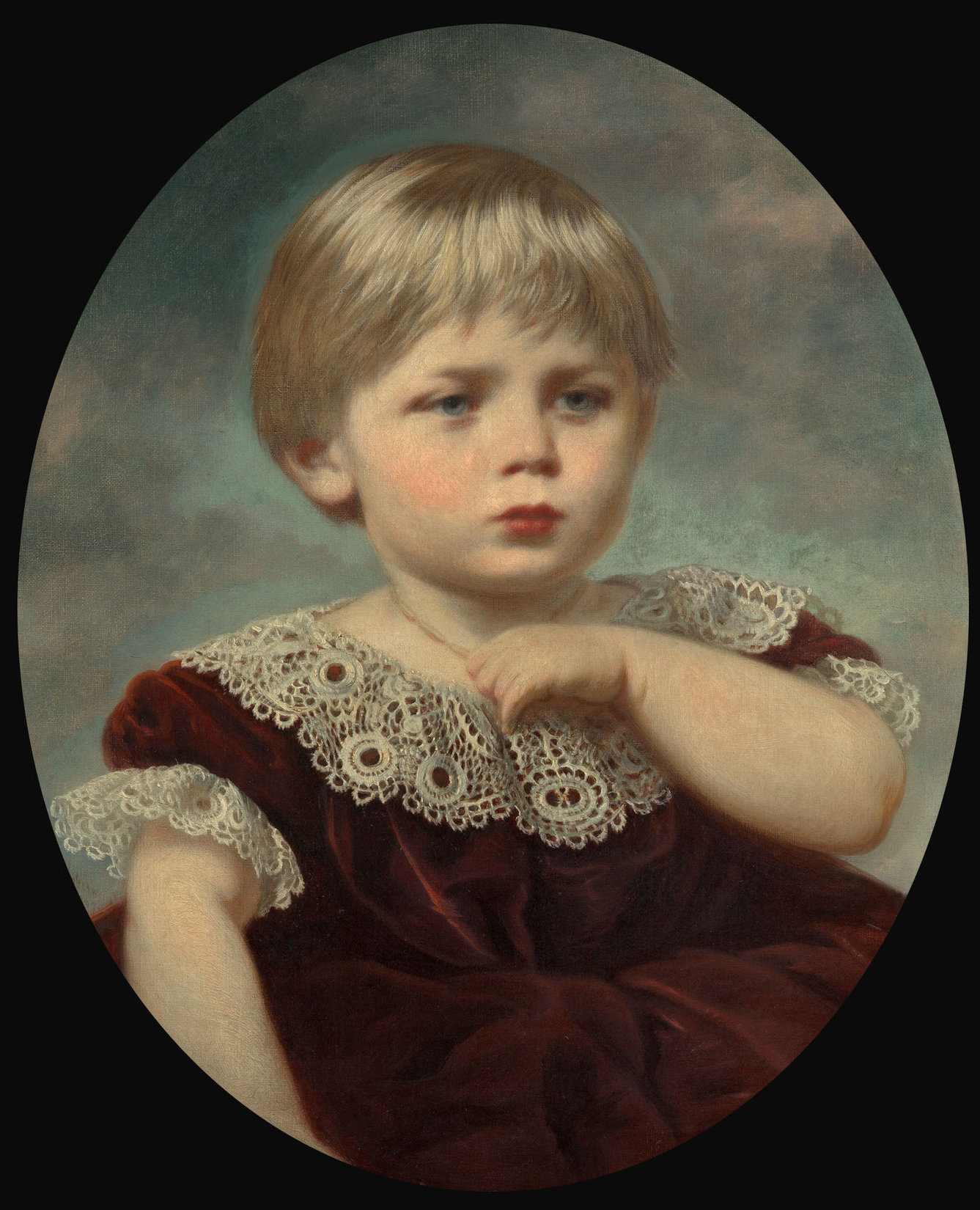
Prinz Sigismund, posthumes Porträt von Georg Koberwein (1867)

Nach seinem Tod wurde Prinz Sigismund in der Sigismund-Kapelle in der Potsdamer Friedenskirche beigesetzt. Nach der Fertigstellung des Kaiser-Friedrich-Mausoleums wurde der Sarg dorthin überführt. Reinhold Begas wurde mit der Herstellung eines Marmorsarkophags beauftragt. Heute ruht Prinz Sigismund rechts in der Apsis des Mausoleums, auf der linken Seite befindet sich die Grabstelle seines 1879 an Diphtherie verstorbenen Bruders Waldemar.
Der österreichische Maler Georg Koberwein (1820–1876) schuf zwei Porträts von Prinz Sigismund. Das erste aus dem Jahr 1865 zeigt den kleinen Prinzen auf einem Stuhl sitzend im Kreise seiner Geschwister Wilhelm, Charlotte und Heinrich. Das zweite Porträt von 1867 entstand posthum ein Jahr nach seinem Tod und basiert auf einer Fotografie Sigismunds von November 1865. Beide Porträts sind Teil der Royal Collection.
Sigismunds älterer Bruder Heinrich von Preußen benannte später seinen zweitgeborenen Sohn Sigismund nach dem früh verstorbenen Bruder.

## Abstammung
| Franz (Sachsen-Coburg-Saalfeld) (Herzog von Sachsen-Coburg-Saalfeld) ∞ Auguste | Franz (Sachsen-Coburg-Saalfeld) (Herzog von Sachsen-Coburg-Saalfeld) ∞ Auguste | Franz (Sachsen-Coburg-Saalfeld) (Herzog von Sachsen-Coburg-Saalfeld) ∞ Auguste | Franz (Sachsen-Coburg-Saalfeld) (Herzog von Sachsen-Coburg-Saalfeld) ∞ Auguste | Franz (Sachsen-Coburg-Saalfeld) (Herzog von Sachsen-Coburg-Saalfeld) ∞ Auguste | Franz (Sachsen-Coburg-Saalfeld) (Herzog von Sachsen-Coburg-Saalfeld) ∞ Auguste |  |  | Georg III. (König von Großbritannien und Irland, Kurfürst von Hannover) ∞ Sophie Charlotte | Georg III. (König von Großbritannien und Irland, Kurfürst von Hannover) ∞ Sophie Charlotte | Georg III. (König von Großbritannien und Irland, Kurfürst von Hannover) ∞ Sophie Charlotte | Georg III. (König von Großbritannien und Irland, Kurfürst von Hannover) ∞ Sophie Charlotte | Georg III. (König von Großbritannien und Irland, Kurfürst von Hannover) ∞ Sophie Charlotte | Georg III. (König von Großbritannien und Irland, Kurfürst von Hannover) ∞ Sophie Charlotte |  |  | August (Sachsen-Gotha-Altenburg) (Herzog von Sachsen-Gotha-Altenburg) ∞ Luise Charlotte zu Mecklenburg | August (Sachsen-Gotha-Altenburg) (Herzog von Sachsen-Gotha-Altenburg) ∞ Luise Charlotte zu Mecklenburg | August (Sachsen-Gotha-Altenburg) (Herzog von Sachsen-Gotha-Altenburg) ∞ Luise Charlotte zu Mecklenburg | August (Sachsen-Gotha-Altenburg) (Herzog von Sachsen-Gotha-Altenburg) ∞ Luise Charlotte zu Mecklenburg | August (Sachsen-Gotha-Altenburg) (Herzog von Sachsen-Gotha-Altenburg) ∞ Luise Charlotte zu Mecklenburg | August (Sachsen-Gotha-Altenburg) (Herzog von Sachsen-Gotha-Altenburg) ∞ Luise Charlotte zu Mecklenburg |  |  | Franz (Sachsen-Coburg-Saalfeld) (Herzog von Sachsen-Coburg-Saalfeld) ∞ Auguste | Franz (Sachsen-Coburg-Saalfeld) (Herzog von Sachsen-Coburg-Saalfeld) ∞ Auguste | Franz (Sachsen-Coburg-Saalfeld) (Herzog von Sachsen-Coburg-Saalfeld) ∞ Auguste | Franz (Sachsen-Coburg-Saalfeld) (Herzog von Sachsen-Coburg-Saalfeld) ∞ Auguste | Franz (Sachsen-Coburg-Saalfeld) (Herzog von Sachsen-Coburg-Saalfeld) ∞ Auguste | Franz (Sachsen-Coburg-Saalfeld) (Herzog von Sachsen-Coburg-Saalfeld) ∞ Auguste |                                           |                                           | Friedrich Wilhelm II. (König von Preußen) ∞ Friederike Luise | Friedrich Wilhelm II. (König von Preußen) ∞ Friederike Luise | Friedrich Wilhelm II. (König von Preußen) ∞ Friederike Luise | Friedrich Wilhelm II. (König von Preußen) ∞ Friederike Luise | Friedrich Wilhelm II. (König von Preußen) ∞ Friederike Luise | Friedrich Wilhelm II. (König von Preußen) ∞ Friederike Luise |                                   |                                   | Karl II. (Herzog von Mecklenburg-Strelitz) ∞ Friederike Caroline Luise | Karl II. (Herzog von Mecklenburg-Strelitz) ∞ Friederike Caroline Luise | Karl II. (Herzog von Mecklenburg-Strelitz) ∞ Friederike Caroline Luise | Karl II. (Herzog von Mecklenburg-Strelitz) ∞ Friederike Caroline Luise | Karl II. (Herzog von Mecklenburg-Strelitz) ∞ Friederike Caroline Luise | Karl II. (Herzog von Mecklenburg-Strelitz) ∞ Friederike Caroline Luise |                               |                               | Carl August (Großherzog von Sachsen-Weimar-Eisenach) ∞ Luise | Carl August (Großherzog von Sachsen-Weimar-Eisenach) ∞ Luise | Carl August (Großherzog von Sachsen-Weimar-Eisenach) ∞ Luise | Carl August (Großherzog von Sachsen-Weimar-Eisenach) ∞ Luise | Carl August (Großherzog von Sachsen-Weimar-Eisenach) ∞ Luise | Carl August (Großherzog von Sachsen-Weimar-Eisenach) ∞ Luise |                             |                             | Paul I. (Kaiser von Russland) ∞ Sophie Dorothee           | Paul I. (Kaiser von Russland) ∞ Sophie Dorothee           | Paul I. (Kaiser von Russland) ∞ Sophie Dorothee           | Paul I. (Kaiser von Russland) ∞ Sophie Dorothee           | Paul I. (Kaiser von Russland) ∞ Sophie Dorothee           | Paul I. (Kaiser von Russland) ∞ Sophie Dorothee           |  |  |  |  |  |  |  |  |  |  |  |  |  |  |  |  |  |  |  |  |  |  |  |  |  |  |  |  |  |  |  |  |  |  |  |  |  |  |  |  |  |  |  |  |  |  |  |  |
| Franz (Sachsen-Coburg-Saalfeld) (Herzog von Sachsen-Coburg-Saalfeld) ∞ Auguste | Franz (Sachsen-Coburg-Saalfeld) (Herzog von Sachsen-Coburg-Saalfeld) ∞ Auguste | Franz (Sachsen-Coburg-Saalfeld) (Herzog von Sachsen-Coburg-Saalfeld) ∞ Auguste | Franz (Sachsen-Coburg-Saalfeld) (Herzog von Sachsen-Coburg-Saalfeld) ∞ Auguste | Franz (Sachsen-Coburg-Saalfeld) (Herzog von Sachsen-Coburg-Saalfeld) ∞ Auguste | Franz (Sachsen-Coburg-Saalfeld) (Herzog von Sachsen-Coburg-Saalfeld) ∞ Auguste |  |  | Georg III. (König von Großbritannien und Irland, Kurfürst von Hannover) ∞ Sophie Charlotte | Georg III. (König von Großbritannien und Irland, Kurfürst von Hannover) ∞ Sophie Charlotte | Georg III. (König von Großbritannien und Irland, Kurfürst von Hannover) ∞ Sophie Charlotte | Georg III. (König von Großbritannien und Irland, Kurfürst von Hannover) ∞ Sophie Charlotte | Georg III. (König von Großbritannien und Irland, Kurfürst von Hannover) ∞ Sophie Charlotte | Georg III. (König von Großbritannien und Irland, Kurfürst von Hannover) ∞ Sophie Charlotte |  |  | August (Sachsen-Gotha-Altenburg) (Herzog von Sachsen-Gotha-Altenburg) ∞ Luise Charlotte zu Mecklenburg | August (Sachsen-Gotha-Altenburg) (Herzog von Sachsen-Gotha-Altenburg) ∞ Luise Charlotte zu Mecklenburg | August (Sachsen-Gotha-Altenburg) (Herzog von Sachsen-Gotha-Altenburg) ∞ Luise Charlotte zu Mecklenburg | August (Sachsen-Gotha-Altenburg) (Herzog von Sachsen-Gotha-Altenburg) ∞ Luise Charlotte zu Mecklenburg | August (Sachsen-Gotha-Altenburg) (Herzog von Sachsen-Gotha-Altenburg) ∞ Luise Charlotte zu Mecklenburg | August (Sachsen-Gotha-Altenburg) (Herzog von Sachsen-Gotha-Altenburg) ∞ Luise Charlotte zu Mecklenburg |  |  | Franz (Sachsen-Coburg-Saalfeld) (Herzog von Sachsen-Coburg-Saalfeld) ∞ Auguste | Franz (Sachsen-Coburg-Saalfeld) (Herzog von Sachsen-Coburg-Saalfeld) ∞ Auguste | Franz (Sachsen-Coburg-Saalfeld) (Herzog von Sachsen-Coburg-Saalfeld) ∞ Auguste | Franz (Sachsen-Coburg-Saalfeld) (Herzog von Sachsen-Coburg-Saalfeld) ∞ Auguste | Franz (Sachsen-Coburg-Saalfeld) (Herzog von Sachsen-Coburg-Saalfeld) ∞ Auguste | Franz (Sachsen-Coburg-Saalfeld) (Herzog von Sachsen-Coburg-Saalfeld) ∞ Auguste |                                           |                                           | Friedrich Wilhelm II. (König von Preußen) ∞ Friederike Luise | Friedrich Wilhelm II. (König von Preußen) ∞ Friederike Luise | Friedrich Wilhelm II. (König von Preußen) ∞ Friederike Luise | Friedrich Wilhelm II. (König von Preußen) ∞ Friederike Luise | Friedrich Wilhelm II. (König von Preußen) ∞ Friederike Luise | Friedrich Wilhelm II. (König von Preußen) ∞ Friederike Luise |                                   |                                   | Karl II. (Herzog von Mecklenburg-Strelitz) ∞ Friederike Caroline Luise | Karl II. (Herzog von Mecklenburg-Strelitz) ∞ Friederike Caroline Luise | Karl II. (Herzog von Mecklenburg-Strelitz) ∞ Friederike Caroline Luise | Karl II. (Herzog von Mecklenburg-Strelitz) ∞ Friederike Caroline Luise | Karl II. (Herzog von Mecklenburg-Strelitz) ∞ Friederike Caroline Luise | Karl II. (Herzog von Mecklenburg-Strelitz) ∞ Friederike Caroline Luise |                               |                               | Carl August (Großherzog von Sachsen-Weimar-Eisenach) ∞ Luise | Carl August (Großherzog von Sachsen-Weimar-Eisenach) ∞ Luise | Carl August (Großherzog von Sachsen-Weimar-Eisenach) ∞ Luise | Carl August (Großherzog von Sachsen-Weimar-Eisenach) ∞ Luise | Carl August (Großherzog von Sachsen-Weimar-Eisenach) ∞ Luise | Carl August (Großherzog von Sachsen-Weimar-Eisenach) ∞ Luise |                             |                             | Paul I. (Kaiser von Russland) ∞ Sophie Dorothee           | Paul I. (Kaiser von Russland) ∞ Sophie Dorothee           | Paul I. (Kaiser von Russland) ∞ Sophie Dorothee           | Paul I. (Kaiser von Russland) ∞ Sophie Dorothee           | Paul I. (Kaiser von Russland) ∞ Sophie Dorothee           | Paul I. (Kaiser von Russland) ∞ Sophie Dorothee           |  |  |  |  |  |  |  |  |  |  |  |  |  |  |  |  |  |  |  |  |  |  |  |  |  |  |  |  |  |  |  |  |  |  |  |  |  |  |  |  |  |  |  |  |  |  |  |  |
| Victoire (Herzogin von Kent)                                                   | Victoire (Herzogin von Kent)                                                   | Victoire (Herzogin von Kent)                                                   | Victoire (Herzogin von Kent)                                                   | Victoire (Herzogin von Kent)                                                   | Victoire (Herzogin von Kent)                                                   |  |  | Edward Augustus (Herzog von Kent)                                                          | Edward Augustus (Herzog von Kent)                                                          | Edward Augustus (Herzog von Kent)                                                          | Edward Augustus (Herzog von Kent)                                                          | Edward Augustus (Herzog von Kent)                                                          | Edward Augustus (Herzog von Kent)                                                          |  |  | Luise (Herzogin von Sachsen-Coburg-Saalfeld)                                                           | Luise (Herzogin von Sachsen-Coburg-Saalfeld)                                                           | Luise (Herzogin von Sachsen-Coburg-Saalfeld)                                                           | Luise (Herzogin von Sachsen-Coburg-Saalfeld)                                                           | Luise (Herzogin von Sachsen-Coburg-Saalfeld)                                                           | Luise (Herzogin von Sachsen-Coburg-Saalfeld)                                                           |  |  | Ernst I. (Herzog von Sachsen-Coburg-Gotha)                                     | Ernst I. (Herzog von Sachsen-Coburg-Gotha)                                     | Ernst I. (Herzog von Sachsen-Coburg-Gotha)                                     | Ernst I. (Herzog von Sachsen-Coburg-Gotha)                                     | Ernst I. (Herzog von Sachsen-Coburg-Gotha)                                     | Ernst I. (Herzog von Sachsen-Coburg-Gotha)                                     |                                           |                                           | Friedrich Wilhelm III. (König von Preußen)                   | Friedrich Wilhelm III. (König von Preußen)                   | Friedrich Wilhelm III. (König von Preußen)                   | Friedrich Wilhelm III. (König von Preußen)                   | Friedrich Wilhelm III. (König von Preußen)                   | Friedrich Wilhelm III. (König von Preußen)                   |                                   |                                   | Luise (Königin von Preußen)                                            | Luise (Königin von Preußen)                                            | Luise (Königin von Preußen)                                            | Luise (Königin von Preußen)                                            | Luise (Königin von Preußen)                                            | Luise (Königin von Preußen)                                            |                               |                               | Carl Friedrich (Großherzog von Sachsen-Weimar-Eisenach)      | Carl Friedrich (Großherzog von Sachsen-Weimar-Eisenach)      | Carl Friedrich (Großherzog von Sachsen-Weimar-Eisenach)      | Carl Friedrich (Großherzog von Sachsen-Weimar-Eisenach)      | Carl Friedrich (Großherzog von Sachsen-Weimar-Eisenach)      | Carl Friedrich (Großherzog von Sachsen-Weimar-Eisenach)      |                             |                             | Maria Pawlowna (Großherzogin von Sachsen-Weimar-Eisenach) | Maria Pawlowna (Großherzogin von Sachsen-Weimar-Eisenach) | Maria Pawlowna (Großherzogin von Sachsen-Weimar-Eisenach) | Maria Pawlowna (Großherzogin von Sachsen-Weimar-Eisenach) | Maria Pawlowna (Großherzogin von Sachsen-Weimar-Eisenach) | Maria Pawlowna (Großherzogin von Sachsen-Weimar-Eisenach) |  |  |  |  |  |  |  |  |  |  |  |  |  |  |  |  |  |  |  |  |  |  |  |  |  |  |  |  |  |  |  |  |  |  |  |  |  |  |  |  |  |  |  |  |  |  |  |  |
| Victoire (Herzogin von Kent)                                                   | Victoire (Herzogin von Kent)                                                   | Victoire (Herzogin von Kent)                                                   | Victoire (Herzogin von Kent)                                                   | Victoire (Herzogin von Kent)                                                   | Victoire (Herzogin von Kent)                                                   |  |  | Edward Augustus (Herzog von Kent)                                                          | Edward Augustus (Herzog von Kent)                                                          | Edward Augustus (Herzog von Kent)                                                          | Edward Augustus (Herzog von Kent)                                                          | Edward Augustus (Herzog von Kent)                                                          | Edward Augustus (Herzog von Kent)                                                          |  |  | Luise (Herzogin von Sachsen-Coburg-Saalfeld)                                                           | Luise (Herzogin von Sachsen-Coburg-Saalfeld)                                                           | Luise (Herzogin von Sachsen-Coburg-Saalfeld)                                                           | Luise (Herzogin von Sachsen-Coburg-Saalfeld)                                                           | Luise (Herzogin von Sachsen-Coburg-Saalfeld)                                                           | Luise (Herzogin von Sachsen-Coburg-Saalfeld)                                                           |  |  | Ernst I. (Herzog von Sachsen-Coburg-Gotha)                                     | Ernst I. (Herzog von Sachsen-Coburg-Gotha)                                     | Ernst I. (Herzog von Sachsen-Coburg-Gotha)                                     | Ernst I. (Herzog von Sachsen-Coburg-Gotha)                                     | Ernst I. (Herzog von Sachsen-Coburg-Gotha)                                     | Ernst I. (Herzog von Sachsen-Coburg-Gotha)                                     |                                           |                                           | Friedrich Wilhelm III. (König von Preußen)                   | Friedrich Wilhelm III. (König von Preußen)                   | Friedrich Wilhelm III. (König von Preußen)                   | Friedrich Wilhelm III. (König von Preußen)                   | Friedrich Wilhelm III. (König von Preußen)                   | Friedrich Wilhelm III. (König von Preußen)                   |                                   |                                   | Luise (Königin von Preußen)                                            | Luise (Königin von Preußen)                                            | Luise (Königin von Preußen)                                            | Luise (Königin von Preußen)                                            | Luise (Königin von Preußen)                                            | Luise (Königin von Preußen)                                            |                               |                               | Carl Friedrich (Großherzog von Sachsen-Weimar-Eisenach)      | Carl Friedrich (Großherzog von Sachsen-Weimar-Eisenach)      | Carl Friedrich (Großherzog von Sachsen-Weimar-Eisenach)      | Carl Friedrich (Großherzog von Sachsen-Weimar-Eisenach)      | Carl Friedrich (Großherzog von Sachsen-Weimar-Eisenach)      | Carl Friedrich (Großherzog von Sachsen-Weimar-Eisenach)      |                             |                             | Maria Pawlowna (Großherzogin von Sachsen-Weimar-Eisenach) | Maria Pawlowna (Großherzogin von Sachsen-Weimar-Eisenach) | Maria Pawlowna (Großherzogin von Sachsen-Weimar-Eisenach) | Maria Pawlowna (Großherzogin von Sachsen-Weimar-Eisenach) | Maria Pawlowna (Großherzogin von Sachsen-Weimar-Eisenach) | Maria Pawlowna (Großherzogin von Sachsen-Weimar-Eisenach) |  |  |  |  |  |  |  |  |  |  |  |  |  |  |  |  |  |  |  |  |  |  |  |  |  |  |  |  |  |  |  |  |  |  |  |  |  |  |  |  |  |  |  |  |  |  |  |  |
|                                                                                |                                                                                |                                                                                |                                                                                |                                                                                |                                                                                |  |  |                                                                                            |                                                                                            |                                                                                            |                                                                                            |                                                                                            |                                                                                            |  |  | | | | | | |  |  |                                                                                |                                                                                |                                                                                |                                                                                |                                                                                |                                                                                |                                           |                                           |                                                              |                                                              |                                                              |                                                              |                                                              |                                                              |                                   |                                   |                                                                        |                                                                        |                                                                        |                                                                        |                                                                        |                                                                        |                               |                               |                                                              |                                                              |                                                              |                                                              |                                                              |                                                              |                             |                             |                                                           |                                                           |                                                           |                                                           |                                                           |                                                           |  |  |  |  |  |  |  |  |  |  |  |  |  |  |  |  |  |  |  |  |  |  |  |  |  |  |  |  |  |  |  |  |  |  |  |  |  |  |  |  |  |  |  |  |  |  |  |  |
|                                                                                |                                                                                |                                                                                |                                                                                |                                                                                |                                                                                |  |  |                                                                                            |                                                                                            |                                                                                            |                                                                                            |                                                                                            |                                                                                            |  |  | | | | | | |  |  |                                                                                |                                                                                |                                                                                |                                                                                |                                                                                |                                                                                |                                           |                                           |                                                              |                                                              |                                                              |                                                              |                                                              |                                                              |                                   |                                   |                                                                        |                                                                        |                                                                        |                                                                        |                                                                        |                                                                        |                               |                               |                                                              |                                                              |                                                              |                                                              |                                                              |                                                              |                             |                             |                                                           |                                                           |                                                           |                                                           |                                                           |                                                           |  |  |  |  |  |  |  |  |  |  |  |  |  |  |  |  |  |  |  |  |  |  |  |  |  |  |  |  |  |  |  |  |  |  |  |  |  |  |  |  |  |  |  |  |  |  |  |  |
|                                                                                |                                                                                |                                                                                |                                                                                |                                                                                |                                                                                |  |  | Victoria (Königin des Vereinigten Königreiches Großbritannien und Irland)                  | Victoria (Königin des Vereinigten Königreiches Großbritannien und Irland)                  | Victoria (Königin des Vereinigten Königreiches Großbritannien und Irland)                  | Victoria (Königin des Vereinigten Königreiches Großbritannien und Irland)                  | Victoria (Königin des Vereinigten Königreiches Großbritannien und Irland)                  | Victoria (Königin des Vereinigten Königreiches Großbritannien und Irland)                  |  |  | Albert (Britischer Prinzgemahl)                                                                        | Albert (Britischer Prinzgemahl)                                                                        | Albert (Britischer Prinzgemahl)                                                                        | Albert (Britischer Prinzgemahl)                                                                        | Albert (Britischer Prinzgemahl)                                                                        | Albert (Britischer Prinzgemahl)                                                                        |  |  |                                                                                |                                                                                |                                                                                |                                                                                | Friedrich Wilhelm IV. (König von Preußen)                                      | Friedrich Wilhelm IV. (König von Preußen)                                      | Friedrich Wilhelm IV. (König von Preußen) | Friedrich Wilhelm IV. (König von Preußen) | Friedrich Wilhelm IV. (König von Preußen)                    | Friedrich Wilhelm IV. (König von Preußen)                    |                                                              |                                                              | Charlotte (Kaiserin von Russland)                            | Charlotte (Kaiserin von Russland)                            | Charlotte (Kaiserin von Russland) | Charlotte (Kaiserin von Russland) | Charlotte (Kaiserin von Russland)                                      | Charlotte (Kaiserin von Russland)                                      |                                                                        |                                                                        | Wilhelm I. (Deutscher Kaiser)                                          | Wilhelm I. (Deutscher Kaiser)                                          | Wilhelm I. (Deutscher Kaiser) | Wilhelm I. (Deutscher Kaiser) | Wilhelm I. (Deutscher Kaiser)                                | Wilhelm I. (Deutscher Kaiser)                                |                                                              |                                                              | Augusta (Deutsche Kaiserin)                                  | Augusta (Deutsche Kaiserin)                                  | Augusta (Deutsche Kaiserin) | Augusta (Deutsche Kaiserin) | Augusta (Deutsche Kaiserin)                               | Augusta (Deutsche Kaiserin)                               |                                                           |                                                           |                                                           |                                                           |  |  |  |  |  |  |  |  |  |  |  |  |  |  |  |  |  |  |  |  |  |  |  |  |  |  |  |  |  |  |  |  |  |  |  |  |  |  |  |  |  |  |  |  |  |  |  |  |
|                                                                                |                                                                                |                                                                                |                                                                                |                                                                                |                                                                                |  |  | Victoria (Königin des Vereinigten Königreiches Großbritannien und Irland)                  | Victoria (Königin des Vereinigten Königreiches Großbritannien und Irland)                  | Victoria (Königin des Vereinigten Königreiches Großbritannien und Irland)                  | Victoria (Königin des Vereinigten Königreiches Großbritannien und Irland)                  | Victoria (Königin des Vereinigten Königreiches Großbritannien und Irland)                  | Victoria (Königin des Vereinigten Königreiches Großbritannien und Irland)                  |  |  | Albert (Britischer Prinzgemahl)                                                                        | Albert (Britischer Prinzgemahl)                                                                        | Albert (Britischer Prinzgemahl)                                                                        | Albert (Britischer Prinzgemahl)                                                                        | Albert (Britischer Prinzgemahl)                                                                        | Albert (Britischer Prinzgemahl)                                                                        |  |  |                                                                                |                                                                                |                                                                                |                                                                                | Friedrich Wilhelm IV. (König von Preußen)                                      | Friedrich Wilhelm IV. (König von Preußen)                                      | Friedrich Wilhelm IV. (König von Preußen) | Friedrich Wilhelm IV. (König von Preußen) | Friedrich Wilhelm IV. (König von Preußen)                    | Friedrich Wilhelm IV. (König von Preußen)                    |                                                              |                                                              | Charlotte (Kaiserin von Russland)                            | Charlotte (Kaiserin von Russland)                            | Charlotte (Kaiserin von Russland) | Charlotte (Kaiserin von Russland) | Charlotte (Kaiserin von Russland)                                      | Charlotte (Kaiserin von Russland)                                      |                                                                        |                                                                        | Wilhelm I. (Deutscher Kaiser)                                          | Wilhelm I. (Deutscher Kaiser)                                          | Wilhelm I. (Deutscher Kaiser) | Wilhelm I. (Deutscher Kaiser) | Wilhelm I. (Deutscher Kaiser)                                | Wilhelm I. (Deutscher Kaiser)                                |                                                              |                                                              | Augusta (Deutsche Kaiserin)                                  | Augusta (Deutsche Kaiserin)                                  | Augusta (Deutsche Kaiserin) | Augusta (Deutsche Kaiserin) | Augusta (Deutsche Kaiserin)                               | Augusta (Deutsche Kaiserin)                               |                                                           |                                                           |                                                           |                                                           |  |  |  |  |  |  |  |  |  |  |  |  |  |  |  |  |  |  |  |  |  |  |  |  |  |  |  |  |  |  |  |  |  |  |  |  |  |  |  |  |  |  |  |  |  |  |  |  |
|                                                                                |                                                                                |                                                                                |                                                                                |                                                                                |                                                                                |  |  |                                                                                            |                                                                                            |                                                                                            |                                                                                            |                                                                                            |                                                                                            |  |  | | | | | | |  |  |                                                                                |                                                                                |                                                                                |                                                                                |                                                                                |                                                                                |                                           |                                           |                                                              |                                                              |                                                              |                                                              |                                                              |                                                              |                                   |                                   |                                                                        |                                                                        |                                                                        |                                                                        |                                                                        |                                                                        |                               |                               |                                                              |                                                              |                                                              |                                                              |                                                              |                                                              |                             |                             |                                                           |                                                           |                                                           |                                                           |                                                           |                                                           |  |  |  |  |  |  |  |  |  |  |  |  |  |  |  |  |  |  |  |  |  |  |  |  |  |  |  |  |  |  |  |  |  |  |  |  |  |  |  |  |  |  |  |  |  |  |  |  |
|                                                                                |                                                                                |                                                                                |                                                                                |                                                                                |                                                                                |  |  |                                                                                            |                                                                                            |                                                                                            |                                                                                            |                                                                                            |                                                                                            |  |  | | | | | | |  |  |                                                                                |                                                                                |                                                                                |                                                                                |                                                                                |                                                                                |                                           |                                           |                                                              |                                                              |                                                              |                                                              |                                                              |                                                              |                                   |                                   |                                                                        |                                                                        |                                                                        |                                                                        |                                                                        |                                                                        |                               |                               |                                                              |                                                              |                                                              |                                                              |                                                              |                                                              |                             |                             |                                                           |                                                           |                                                           |                                                           |                                                           |                                                           |  |  |  |  |  |  |  |  |  |  |  |  |  |  |  |  |  |  |  |  |  |  |  |  |  |  |  |  |  |  |  |  |  |  |  |  |  |  |  |  |  |  |  |  |  |  |  |  |
|                                                                                |                                                                                |                                                                                |                                                                                |                                                                                |                                                                                |  |  |                                                                                            |                                                                                            |                                                                                            |                                                                                            |                                                                                            |                                                                                            |  |  | Eduard VII. (König des Vereinigten Königreiches Großbritannien und Irland)                             | Eduard VII. (König des Vereinigten Königreiches Großbritannien und Irland)                             | Eduard VII. (König des Vereinigten Königreiches Großbritannien und Irland)                             | Eduard VII. (König des Vereinigten Königreiches Großbritannien und Irland)                             | Eduard VII. (König des Vereinigten Königreiches Großbritannien und Irland)                             | Eduard VII. (König des Vereinigten Königreiches Großbritannien und Irland)                             |  |  | Victoria (Deutsche Kaiserin)                                                   | Victoria (Deutsche Kaiserin)                                                   | Victoria (Deutsche Kaiserin)                                                   | Victoria (Deutsche Kaiserin)                                                   | Victoria (Deutsche Kaiserin)                                                   | Victoria (Deutsche Kaiserin)                                                   |                                           |                                           | Friedrich III. (Deutscher Kaiser)                            | Friedrich III. (Deutscher Kaiser)                            | Friedrich III. (Deutscher Kaiser)                            | Friedrich III. (Deutscher Kaiser)                            | Friedrich III. (Deutscher Kaiser)                            | Friedrich III. (Deutscher Kaiser)                            |                                   |                                   | Luise (Großherzogin von Baden)                                         | Luise (Großherzogin von Baden)                                         | Luise (Großherzogin von Baden)                                         | Luise (Großherzogin von Baden)                                         | Luise (Großherzogin von Baden)                                         | Luise (Großherzogin von Baden)                                         |                               |                               |                                                              |                                                              |                                                              |                                                              |                                                              |                                                              |                             |                             |                                                           |                                                           |                                                           |                                                           |                                                           |                                                           |  |  |  |  |  |  |  |  |  |  |  |  |  |  |  |  |  |  |  |  |  |  |  |  |  |  |  |  |  |  |  |  |  |  |  |  |  |  |  |  |  |  |  |  |  |  |  |  |
|                                                                                |                                                                                |                                                                                |                                                                                |                                                                                |                                                                                |  |  |                                                                                            |                                                                                            |                                                                                            |                                                                                            |                                                                                            |                                                                                            |  |  | Eduard VII. (König des Vereinigten Königreiches Großbritannien und Irland)                             | Eduard VII. (König des Vereinigten Königreiches Großbritannien und Irland)                             | Eduard VII. (König des Vereinigten Königreiches Großbritannien und Irland)                             | Eduard VII. (König des Vereinigten Königreiches Großbritannien und Irland)                             | Eduard VII. (König des Vereinigten Königreiches Großbritannien und Irland)                             | Eduard VII. (König des Vereinigten Königreiches Großbritannien und Irland)                             |  |  | Victoria (Deutsche Kaiserin)                                                   | Victoria (Deutsche Kaiserin)                                                   | Victoria (Deutsche Kaiserin)                                                   | Victoria (Deutsche Kaiserin)                                                   | Victoria (Deutsche Kaiserin)                                                   | Victoria (Deutsche Kaiserin)                                                   |                                           |                                           | Friedrich III. (Deutscher Kaiser)                            | Friedrich III. (Deutscher Kaiser)                            | Friedrich III. (Deutscher Kaiser)                            | Friedrich III. (Deutscher Kaiser)                            | Friedrich III. (Deutscher Kaiser)                            | Friedrich III. (Deutscher Kaiser)                            |                                   |                                   | Luise (Großherzogin von Baden)                                         | Luise (Großherzogin von Baden)                                         | Luise (Großherzogin von Baden)                                         | Luise (Großherzogin von Baden)                                         | Luise (Großherzogin von Baden)                                         | Luise (Großherzogin von Baden)                                         |                               |                               |                                                              |                                                              |                                                              |                                                              |                                                              |                                                              |                             |                             |                                                           |                                                           |                                                           |                                                           |                                                           |                                                           |  |  |  |  |  |  |  |  |  |  |  |  |  |  |  |  |  |  |  |  |  |  |  |  |  |  |  |  |  |  |  |  |  |  |  |  |  |  |  |  |  |  |  |  |  |  |  |  |
|                                                                                |                                                                                |                                                                                |                                                                                |                                                                                |                                                                                |  |  |                                                                                            |                                                                                            |                                                                                            |                                                                                            |                                                                                            |                                                                                            |  |  | | | | | | |  |  |                                                                                |                                                                                |                                                                                |                                                                                |                                                                                |                                                                                |                                           |                                           |                                                              |                                                              |                                                              |                                                              |                                                              |                                                              |                                   |                                   |                                                                        |                                                                        |                                                                        |                                                                        |                                                                        |                                                                        |                               |                               |                                                              |                                                              |                                                              |                                                              |                                                              |                                                              |                             |                             |                                                           |                                                           |                                                           |                                                           |                                                           |                                                           |  |  |  |  |  |  |  |  |  |  |  |  |  |  |  |  |  |  |  |  |  |  |  |  |  |  |  |  |  |  |  |  |  |  |  |  |  |  |  |  |  |  |  |  |  |  |  |  |
|                                                                                |                                                                                |                                                                                |                                                                                |                                                                                |                                                                                |  |  |                                                                                            |                                                                                            |                                                                                            |                                                                                            |                                                                                            |                                                                                            |  |  | | | | | | |  |  |                                                                                |                                                                                |                                                                                |                                                                                |                                                                                |                                                                                |                                           |                                           |                                                              |                                                              |                                                              |                                                              |                                                              |                                                              |                                   |                                   |                                                                        |                                                                        |                                                                        |                                                                        |                                                                        |                                                                        |                               |                               |                                                              |                                                              |                                                              |                                                              |                                                              |                                                              |                             |                             |                                                           |                                                           |                                                           |                                                           |                                                           |                                                           |  |  |  |  |  |  |  |  |  |  |  |  |  |  |  |  |  |  |  |  |  |  |  |  |  |  |  |  |  |  |  |  |  |  |  |  |  |  |  |  |  |  |  |  |  |  |  |  |
| Wilhelm II. (Deutscher Kaiser)                                                 | Wilhelm II. (Deutscher Kaiser)                                                 | Wilhelm II. (Deutscher Kaiser)                                                 | Wilhelm II. (Deutscher Kaiser)                                                 | Wilhelm II. (Deutscher Kaiser)                                                 | Wilhelm II. (Deutscher Kaiser)                                                 |  |  | Charlotte (Herzogin von Sachsen-Meiningen)                                                 | Charlotte (Herzogin von Sachsen-Meiningen)                                                 | Charlotte (Herzogin von Sachsen-Meiningen)                                                 | Charlotte (Herzogin von Sachsen-Meiningen)                                                 | Charlotte (Herzogin von Sachsen-Meiningen)                                                 | Charlotte (Herzogin von Sachsen-Meiningen)                                                 |  |  | Heinrich (Großadmiral der Kaiserlichen Marine)                                                         | Heinrich (Großadmiral der Kaiserlichen Marine)                                                         | Heinrich (Großadmiral der Kaiserlichen Marine)                                                         | Heinrich (Großadmiral der Kaiserlichen Marine)                                                         | Heinrich (Großadmiral der Kaiserlichen Marine)                                                         | Heinrich (Großadmiral der Kaiserlichen Marine)                                                         |  |  | Sigismund (Prinz von Preußen)                                                  | Sigismund (Prinz von Preußen)                                                  | Sigismund (Prinz von Preußen)                                                  | Sigismund (Prinz von Preußen)                                                  | Sigismund (Prinz von Preußen)                                                  | Sigismund (Prinz von Preußen)                                                  |                                           |                                           | Viktoria (Prinzessin zu Schaumburg-Lippe)                    | Viktoria (Prinzessin zu Schaumburg-Lippe)                    | Viktoria (Prinzessin zu Schaumburg-Lippe)                    | Viktoria (Prinzessin zu Schaumburg-Lippe)                    | Viktoria (Prinzessin zu Schaumburg-Lippe)                    | Viktoria (Prinzessin zu Schaumburg-Lippe)                    |                                   |                                   | Waldemar                                                               | Waldemar                                                               | Waldemar                                                               | Waldemar                                                               | Waldemar                                                               | Waldemar                                                               |                               |                               | Sophie (Königin der Hellenen)                                | Sophie (Königin der Hellenen)                                | Sophie (Königin der Hellenen)                                | Sophie (Königin der Hellenen)                                | Sophie (Königin der Hellenen)                                | Sophie (Königin der Hellenen)                                |                             |                             | Margarethe                                                | Margarethe                                                | Margarethe                                                | Margarethe                                                | Margarethe                                                | Margarethe                                                |  |  |  |  |  |  |  |  |  |  |  |  |  |  |  |  |  |  |  |  |  |  |  |  |  |  |  |  |  |  |  |  |  |  |  |  |  |  |  |  |  |  |  |  |  |  |  |  |